# Knapton
Knapton är en ort och civil parish i Storbritannien.   Den ligger i grevskapet Norfolk och riksdelen England, i den sydöstra delen av landet, 180 km nordost om huvudstaden London. Knapton ligger 23 meter över havet och antalet invånare är 362.
Terrängen runt Knapton är platt. Havet är nära Knapton åt nordost. Runt Knapton är det ganska tätbefolkat, med 104 invånare per kvadratkilometer. Närmaste större samhälle är North Walsham, 4,4 km sydväst om Knapton. Trakten runt Knapton består till största delen av jordbruksmark.